# Álvaro Chordi Miranda

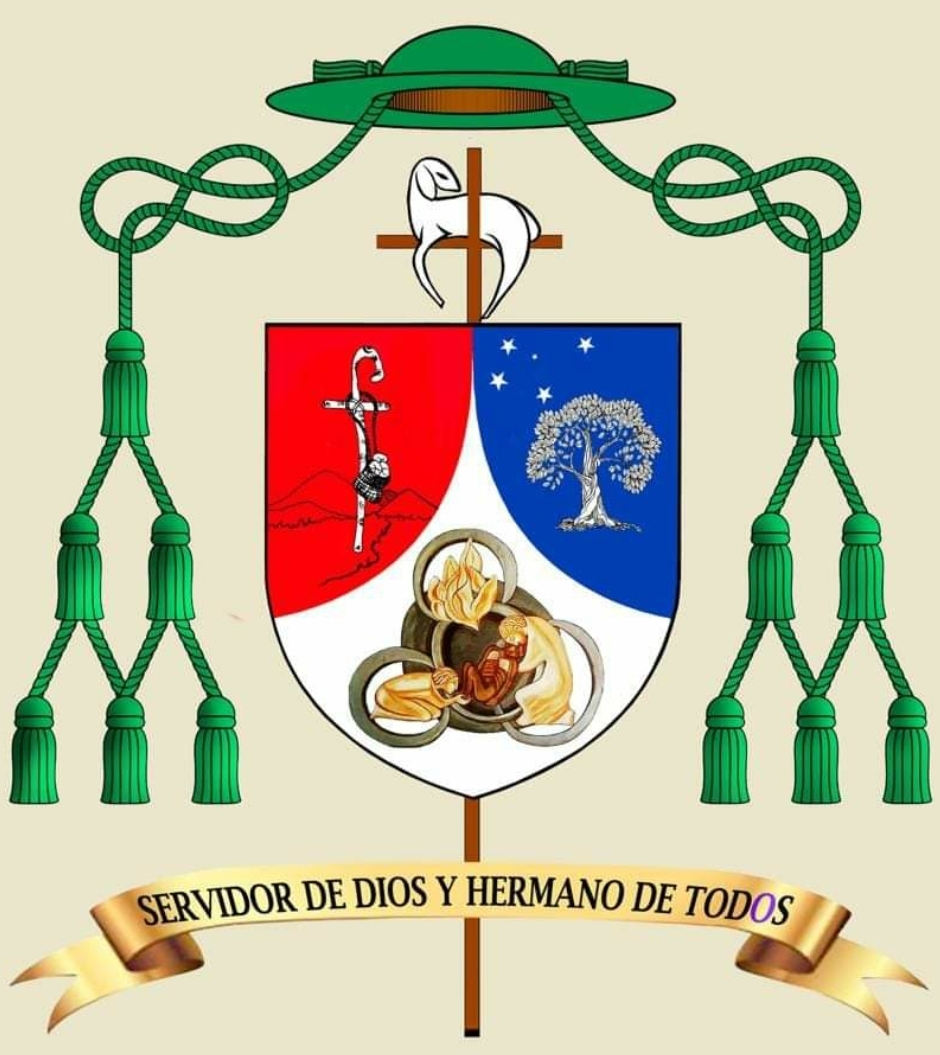
Bischofswappen von Alvaro Chordi Miranda

Álvaro Chordi Miranda, Adsis (* 4. Dezember 1967 in Pamplona) ist ein spanischer römisch-katholischer Geistlicher und Weihbischof in Santiago de Chile.

## Leben
Álvaro Chordi Miranda erwarb zunächst einen Abschluss in Rechtswissenschaft an der Universität Salamanca. Anschließend studierte er Philosophie und Theologie an derselben Universität sowie an der Universidad de Deusto in Bilbao. Am 16. Juni 1999 empfing er durch Bischof Miguel Asurmendi SDB das Sakrament der Priesterweihe für das Bistum Vitoria.
Mit weiteren Studien an der Päpstliche Universität Comillas qualifizierte er sich zum Exerzitienleiter. Von 1999 bis 2003 war er in Vitoria in der Pfarrseelsorge tätig und anschließend bis 2008 Diözesanjugendseelsorger. Von 2008 bis 2015 leitete er ein Oberschulzentrum. Von 2015 bis 2018 war er Generalsuperior der Gemeinschaften ADSIS für Lateinamerika. Gleichzeitig war er Verantwortlicher des Erzbistums Santiago de Chile für die religiöse Bildung der Studenten und arbeitete in der Bildungsabteilung des Erzbistums mit. Ab 2018 war er Pfarrer der Pfarrei San Saturnino sowie Dekan in Santiago.
Papst Franziskus ernannte ihn am 2. Juli 2022 zum Titularbischof von Regiana und zum Weihbischof in Santiago de Chile. Der Erzbischof von Santiago de Chile, Celestino Kardinal Aós Braco OFMCap, spendete ihm am 10. Oktober desselben Jahres die Bischofsweihe. Mitkonsekratoren waren der Apostolische Nuntius in Chile, Erzbischof Alberto Ortega Martín, und der emeritierte Bischof von Riobamba in Ecuador, Julio Parrilla Díaz.